# Alber Elbaz

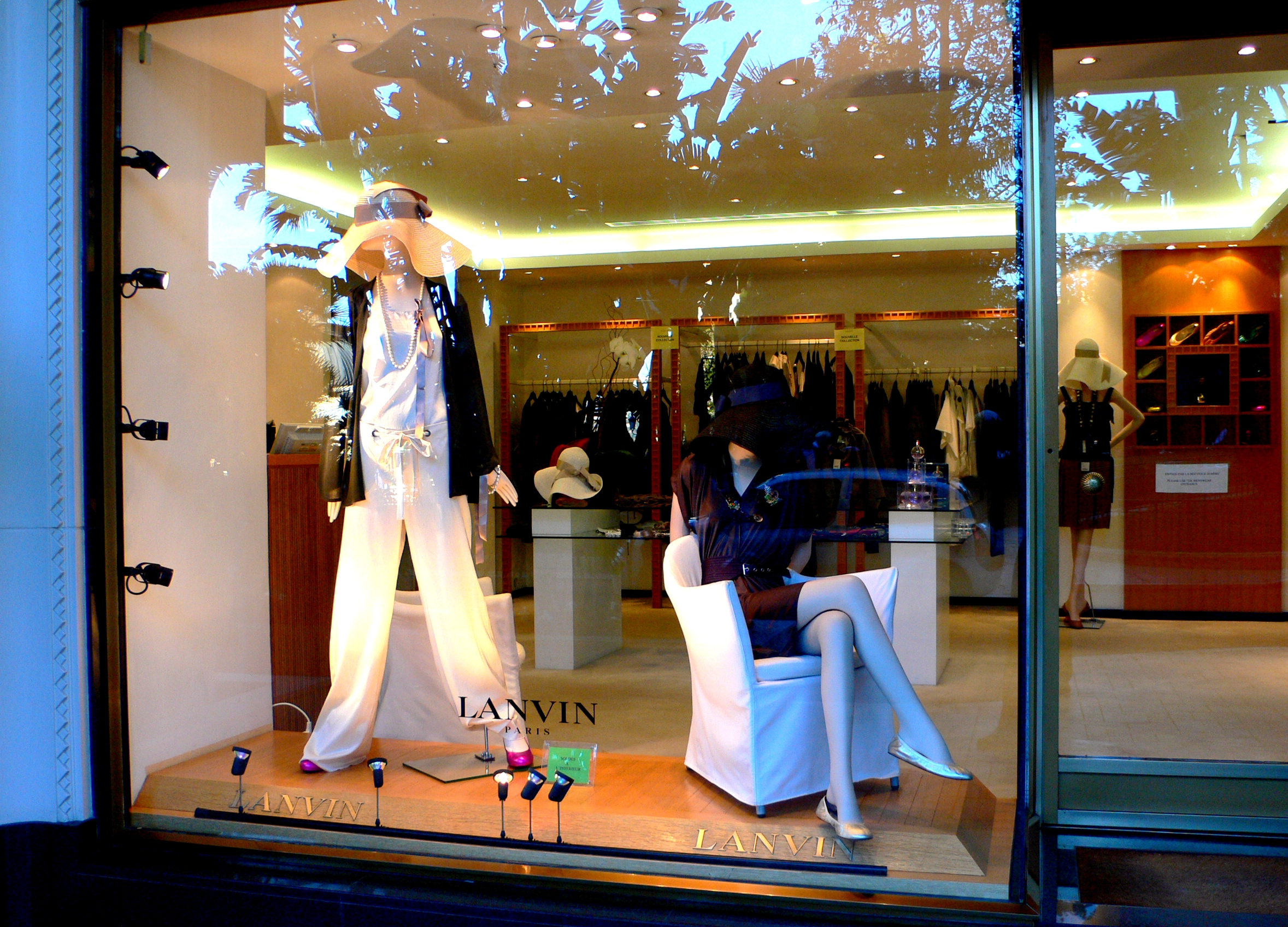
Lanvin Shop in Monte Carlo

Alber Elbaz (Casablanca, 12 juni 1961 – Parijs, 24 april 2021) was een Israëlisch modeontwerper.

## Biografie
Op tienjarige leeftijd verhuisde Elbaz met zijn Joodse gezin naar Tel Aviv in Israël. Na zijn dienst in het leger ging hij in 1982 studeren aan de Shenker School of Fashion & Design in Tel Aviv. Vier jaar later studeerde hij af, en in 1989 ging hij aan de slag bij couturier Geoffrey Beene in New York, waar hij zeven jaar zou blijven. In 1996 werd hij aangenomen bij Guy Laroche als hoofdontwerper voor de prêt-à-portercollectie. Twee jaar later werd hij aangesteld als artistiek directeur van de vrouwenlijn bij Yves Saint Laurent, waar hij de taak van Yves Saint Laurent zelf overnam. 
Vervolgens ontwierp hij kort voor het huis Kriza in Milaan, vooraleer hij in 2001 werd aangenomen als hoofdontwerper voor Lanvin, het klassieke Franse modehuis van Jeanne Lanvin. Hij wist dit merk weer in de aandacht van de modewereld te brengen vanaf het moment van zijn eerste show in de herfst/winter van 2002. In juni 2005 ontving hij de prijs voor beste internationale ontwerper van de Council of Fashion Designers of America. Elbaz ging werken voor Richemont en kwam in 2019 met zijn eigen merk AZfashion.
Hij overleed op 59-jarige leeftijd aan de gevolgen van het coronavirus.